# 朗热 (厄尔-卢瓦省)
朗热（法語：Langey，法語發音：[lɑ̃ʒɛ]）是法国厄尔-卢瓦省的一个旧市镇，位于该省西南部，属于沙托丹区。2017年1月1日，朗热和相邻的另外5个市镇合并为新市镇阿鲁新市镇（后更名为“瓦尔迪耶尔”）。

## 地理
朗热（48°2'36"N, 1°11'10"E）面积19.48 平方千米，位于法国中央-卢瓦尔河谷大区厄尔-卢瓦省，该省份为法国北部内陆省份，北起顺时针与厄尔省、伊夫林省、埃松省、卢瓦雷省、卢瓦-谢尔省、萨尔特省和奧恩省接壤。
与朗热接壤的市镇（或旧市镇、城区）包括：埃格沃讷河畔吕昂、布夫里。
朗热的时区为UTC+01:00、UTC+02:00（夏令时）。

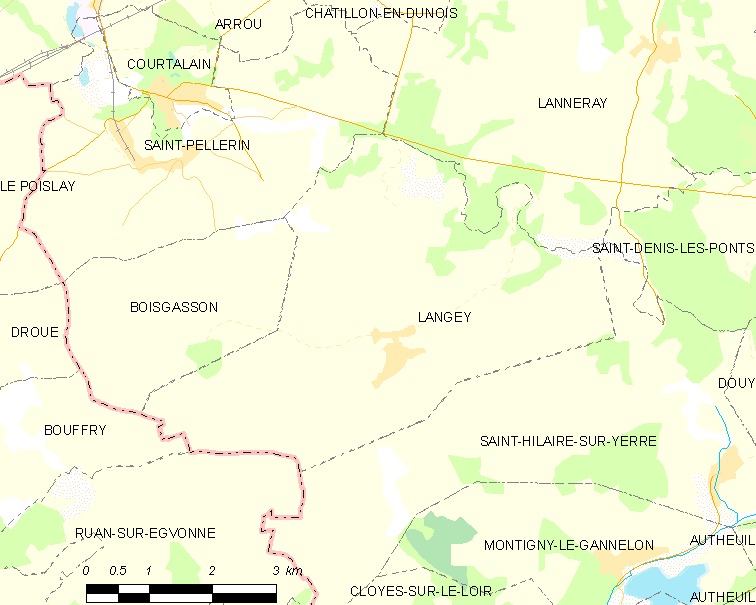
朗热的OSM定位图

## 行政
朗热的邮政编码为28220，INSEE市镇编码为28204。

## 政治
朗热所属的省级选区为布鲁县。

## 人口

1962-2008年间朗热人口变化图示

朗热于2018年1月1日时的人口数量为355人。